# Institut catholique d’arts et métiers
Die Institut catholique d’arts et métiers (ICAM) (auf Deutsch Katholisches Institut für Kunst und Gewerbe) ist eine französische Ingenieurschule in Lille, Sénart, Nantes, Vannes, La Roche-sur-Yon, Toulouse, auf dem Campus der Toulouse Tech (Université Fédérale Toulouse Midi-Pyrénées).
Sie ist Mitglied der Conférence des Grandes Écoles und der Toulouse Tech. Mit einem multi-disziplinären Lehrplan bildet sie innerhalb von drei Jahren Ingenieure aus, die danach hauptsächlich in der Wirtschaft arbeiten: Ziel der Ausbildung ist der sogenannte Master 'Ingénieur ICAM'.

## Diplome ICAM
- Master Ingénieur ICAM
- sechs Masters Forschung Ingenieurwissenschaft
- sechs Masters Professional Ingenieurwissenschaft
- Graduiertenkolleg: PhD Doctorate
- Mastère spécialisé

## Forschung und Graduiertenkolleg
- ICAM Forschungs- und Kompetenzzentren
  - Energiespeicherung und management
  - Industrielle Nebenprodukte und Abfallrecycling
  - Innovative Materialien und Behandlungen
  - Strukturen und Kupplungen
  - Industrielle, ökologische und gesellschaftliche Veränderungen
  - Fabrik 4.0